# Justin Tkatchenko
Pour les articles homonymes, voir Tkatchenko.
Justin Wayne Tkatchenko est un homme d'affaires, personnalité médiatique et homme politique papou-néo-guinéen, ministre des Affaires étrangères de juin 2022 à mai 2023 et depuis janvier 2024.

## Biographie

### Carrière médiatique et entrée en politique
Originaire de Melbourne en Australie et d'ascendance ukrainienne (ses grands-parents paternels viennent de Kiev et ont émigré en Australie), il suit une brève formation professionnelle d'horticulture après son enseignement secondaire. Il est lors employé comme conservateur des jardins botaniques du District de la capitale nationale de Papouasie-Nouvelle-Guinée. En 1997 il est nommé haut fonctionnaire dans l'administration du District. En 1999 il rachète une petite entreprise de jardinage, qu'il fait fructifier au cours des années qui suivent. Il devient par ailleurs célèbre comme présentateur d'une émission télévisée de jardinage, The Happy Gardiner,,,,. En 1997 il est décoré de la médaille de l'Empire britannique pour services rendus « à l'industrie des orchidées et au jardinage tropical ».
Il obtient d'être naturalisé papou-néo-guinéen en 2006 et se présente sans succès comme candidat aux élections législatives papou-néo-guinéennes de 2007 : Il est battu par la députée sortante Dame Carol Kidu dans la circonscription de Port Moresby-sud. Après la retraite politique de Dame Carol, Justin Tkatchenko remporte cette circonscription aux élections de 2012 et entre au Parlement national comme membre du Parti social-démocrate de Powes Parkop. Il est alors fait ministre des Sports dans le gouvernement de coalition de Peter O'Neill, et devient membre du parti Congrès national populaire de ce dernier. À partir d'avril 2016 il a également la responsabilité ministérielle pour l'accueil en 2018 en Papouasie-Nouvelle-Guinée du sommet de la Coopération économique pour l'Asie-Pacifique (APEC). Réélu député aux élections de 2017, il conserve la responsabilité pour le sommet de l'APEC mais est fait ministre des Terres et de la Planification du territoire à la place d'être ministre des Sports. En 2018, la reine Élisabeth II le fait commandeur de l'ordre de l'Empire britannique.

### Ministre des Affaires étrangères
Le gouvernement O'Neill perd la confiance du Parlement en mai 2019. Justin Tkatchenko quitte le Congrès national populaire, redevient membre du Parti social-démocrate et soutient le nouveau Premier ministre James Marape, qui le nomme ministre du Logement et du Développement urbain. À l'issue des élections législatives de 2022, il est promu ministre des Affaires étrangères. Quelques jours plus tard, il évoque publiquement le souhait de la Papouasie-Nouvelle-Guinée de signer un traité de coopération en matière militaire et de sécurité avec l'Australie, en réponse semble-t-il au traité similaire signé par les Îles Salomon et la Chine en mars. En décembre 2022, il réitère la reconnaissance par la Papouasie-Nouvelle-Guinée de la souveraineté indonésienne sur la Papouasie occidentale, contestée par les autochtones papous de cette région ; il demande aux Papous de Papouasie occidentale réfugiés en Papouasie-Nouvelle-Guinée de ne pas revendiquer l'indépendance de leur région d'origine, afin de ne pas troubler les bonnes relations entre Port-Moresby et Djakarta.
En mai 2023, il participe à la délégation papou-néo-guinéenne à la cérémonie de couronnement de Charles III, roi de Papouasie-Nouvelle-Guinée, du Royaume-Uni et des autres royaumes du Commonwealth. Le gouverneur général Sir Bob Dadae mène la délégation, tandis que Justin Tkatchenko représente le Premier ministre James Marape, qui doit rester en Papouasie-Nouvelle-Guinée pour préparer la visite au pays du Premier ministre indien Narendra Modi et du président des États-Unis Joe Biden,. Durant une escale à l'aéroport de Singapour-Changi, sa fille l'avocate Savannah Tkatchenko, qui l'accompagne, met en ligne une vidéo sur TikTok où elle se montre dans des magasins de produits de luxe. Sa vidéo est vivement critiquée par des internautes papou-néo-guinéens, qui rappellent que son voyage à Londres est financé par les contribuables. Dans un entretien accordé à la Australian Broadcasting Corporation, Justin Tkatchenko condamne furieusement les commentaires sexistes et les menaces de violences envers sa fille, et décrit ceux qui les ont postés comme des « animaux primitifs ». Il est alors accusé de racisme par des manifestants qui exigent sa démission. Clarifiant que ses propos visaient les auteurs de menaces contre sa fille et non pas les citoyens de son pays dans leur ensemble, et rappelant que son épouse et leurs six enfants sont des autochtones de Papouasie-Nouvelle-Guinée, il présente néanmoins ses excuses au pays (refusées notamment par le Congrès des syndicats de Papouasie-Nouvelle-Guinée), et présente sa démission au Premier ministre, qui l'accepte. Justin Tkatchenko vient alors de conclure les négociations pour un accord en matière de défense et de sécurité avec les États-Unis avant la visite de Joe Biden, et explique qu'il démissionne pour que cette affaire ne crée pas de distraction au moment de la signature de l'accord avec le président américain. Le ministre fantôme des Affaires étrangères (porte-parole de l'opposition parlementaire pour les affaires étrangères) Belden Namah lui demande toutefois de renoncer à sa citoyenneté papou-néo-guinéenne, tandis que le chef de l'opposition, Joseph Lelang, exige que sa citoyenneté soit révoquée et qu'il soit expulsé de Papouasie-Nouvelle-Guinée. Un politologue de l'université de Papouasie-Nouvelle-Guinée souligne que cette affaire révèle l'influence nouvelle des médias sociaux sur la vie politique du pays,,,,,.
Lorsque Justin Tkatchenko présente ses excuses au Parlement début juin, le député Belden Namah exige furieusement qu'il soit exclu du Parlement puis, n'obtenant pas gain de cause, quitte la chambre avec dix-neuf autres députés. Justin Tkatchenko rappelle que ses propos ne visaient que les « trolls des médias sociaux », et accuse ses opposants de manipulation pour en avoir détourné le sens. « [A]vant toute chose, je suis le père de mes enfants. Et quand j'ai vu les choses abjectes et dégoutantes visant ma fille, oui, j'ai été pris d'un accès de furie contre ces personnes horribles ».
Le 19 juin 2023, James Marape le réintègre au gouvernement, mais avec la fonction moindre de « ministre des Évènements nationaux ». Il est ensuite rétabli à sa fonction de ministre des Affaires étrangères le 18 janvier 2024,,. En février 2024, il ratifie avec l'ambassadrice d'Indonésie un accord de coopération entre les deux pays en matière de sécurité et de défense autour de la frontière entre leurs pays.